# Masyw Roztoki
Masyw Roztoki – masyw górski w południowo-wschodniej części Pogórza Przemyskiego, którego najwyższym szczytem jest góra Roztoka (642 m n.p.m.). Według niektórych podziałów regionalizacyjnych masyw zaliczany jest do Gór Sanocko-Turczańskich.

## Topografia
Masyw ten na północy poprzez Przełęcz Braniowską (550 m n.p.m.) łączy się z Pasmem Braniowa. Na wschodzie bocznymi grzbietami graniczy umownie z Granicą polsko-ukraińską. Za granicą boczne grzbiety opadają ku dolinie potoku Moczar. Na południu i płd.-wsch. poprzez dolinę bezimiennego potoku ciągnącej się wzdłuż prawie całej długości masywu sąsiaduje z pasmem Chwaniów Gór Sanocko-Turczańskich. Bardziej na zachodzie poprzez Przełęcz pod Brańcową (538 m n.p.m.) łączy się z najwyższym szczytem pasma Chwaniów, górą Brańcowa (677 m n.p.m.), u podnóża której źródła Wiaru.

## Opis
W rzeczywistości masyw, tak jak i pozostałe masywy pogórza, jest częścią znacznie większego systemu pasm i grzbietów, na wschodzie sięgający daleko za granicą Ukraińską; najdalsze pasmo, kończące się szczytem Woroniów (565 m n.p.m.), opada stromo ku dolinie rzeki Strwiąż, pod wsią Starzawa (ukr. Старява). Inne zalesione boczne pasma i grzbiety, ciągną się w kierunku płn.-wsch i wsch., ku dolinom potoków Młynówka, Łopuszanka, Moczar, w okolicach wsi Katyna (ukr. Катина) i Łopusznica (ukr. Лопушниця). Bardziej na północ grzbiety opierają się na rzeczce Wyrwa. Po polskiej stronie długie pasmo boczne ciągnie się w kierunku płd.-wsch. ku dolinie Strwiążu pod Krościenkiem.
Obszar całości masywu niemal w całości zalesiony i bezludny. Na północnych stokach Roztoki źródła Wyrwy. U płd.-wsch. części masywu przylega osada Liskowate. Inne ważniejsze szczyty to: Żupy (603 m n.p.m.), Kiczera (503 m n.p.m.), Kopce (610 m n.p.m.), Krzemień (610 m n.p.m.), Klewa (574 m n.p.m.), Swinińska (601 m n.p.m.) (na Ukrainie) oraz Woroniów (565 m n.p.m.) (na Ukrainie).

## Szlaki turystyczne
Szlak Ikon doliny Sanu